# ハウジング・スタッフ
ハウジング・スタッフ株式会社（英: Housing Staff Co., Ltd.）は、島根県松江市に本社を置く住宅建設会社。中国地方を中心に一戸建て住宅の建築・販売、リフォーム、収益物件の企画・販売、分譲地開発などを展開している。
2024年 12月9日、株式会社東京証券取引所が運営する「TOKYO PRO Market」、および証券会員制法人福岡証券取引所が運営する「Fukuoka PRO Market」に上場承認された。

## 概要
ハウジング・スタッフ株式会社は、地域密着型の住宅会社として、注文住宅や分譲住宅の設計・施工・販売を手がけている。地元の気候・風土に合った家づくりや、環境性能に配慮した設計が特徴である。

## 沿革
- 2011年1月 - 島根県松江市にてハウジング・スタッフ株式会社創業。
- 2011年3月 - クレバリーホーム松江店開業。
- 2013年5月 - クレバリーホーム出雲店開業。
- 2014年12月 - クレバリーホーム三次店開業。
- 2016年1月 - クレバリーホーム鳥取店開業。
- 2017年4月 - 新社屋完成
- 2022年7月 - クレバリーホーム東広島店開業。
- 2023年7月 - 宿泊事業を展開 簡易宿所ZIPANG開業。
- 2024年4月 - 簡易宿所nyans開業。
- 2024年12月 - TOKYO PRO MarketとFukuoka PRO Marketに同時上場。証券コード307A。

## 主な事業
- 注文住宅の設計・施工
- 分譲住宅の開発
- 建築リフォーム
- 土地造成および不動産販売
- 宿泊事業

## 拠点
- 本社：島根県松江市東津田町453-2
- 支店・営業所：米子、出雲、鳥取など

## 取引所上場
2024年 12月16日、株式会社東京証券取引所が運営する「TOKYO PRO Market」、および証券会員制法人福岡証券取引所が運営する「Fukuoka PRO Market」に上場。同日重複上場承認は全国初の取り組み。